# Vleteren
Vleteren är en kommun i Belgien.   Den ligger i provinsen Västflandern och regionen Flandern, i den västra delen av landet, 110 km väster om huvudstaden Bryssel. Antalet invånare är 3 708.
Trakten runt Vleteren består till största delen av jordbruksmark. Runt Vleteren är det ganska tätbefolkat, med 192 invånare per kvadratkilometer.